# Écluse d'Ufton

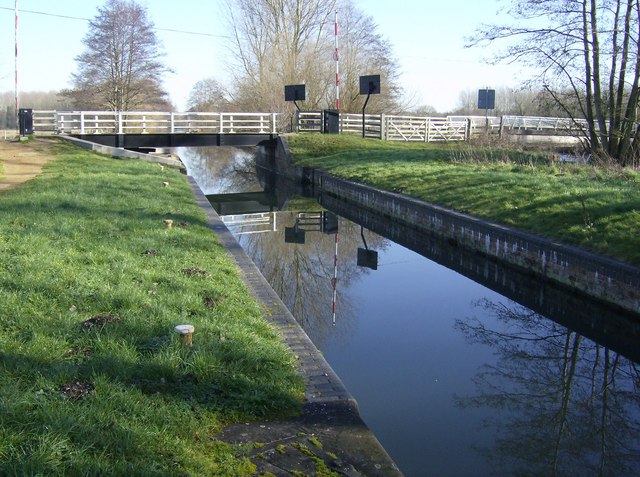
Le site de l'ancienne écluse d'Ufton.

L'écluse d'Ufton était une écluse sur le canal Kennet et Avon, située entre Aldermaston Wharf and Sulhamstead, dans le Berkshire, en Angleterre.
L'écluse d'Ufton a été construite entre 1718 et 1723 sous la supervision de l'ingénieur John Hore de Newbury. Le canal est administré par la British Waterways.
L'écluse permettait de franchir un dénivelé de 0,5 m (1 pi 9 po). Lors des travaux de restauration dans les années 1970, l'écluse a été supprimée et l'écluse en amont (écluse de Towney) a été approfondie pour faire face aux nouveaux niveaux d'eau.